# Louis de Branges de Bourcia

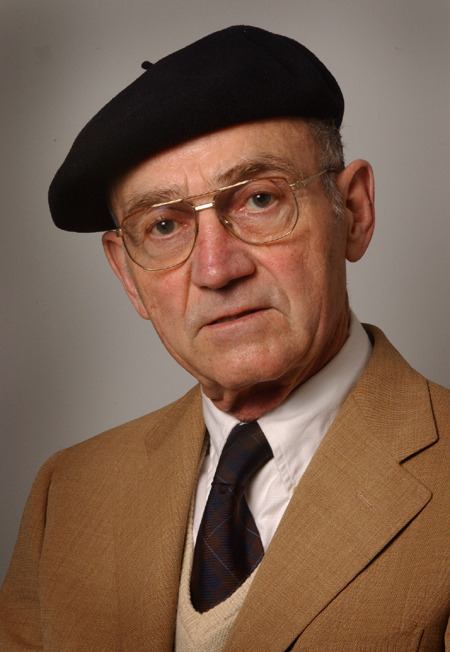
Louis de Branges (2003)

Louis de Branges de Bourcia (* 21. August 1932 in Neuilly-sur-Seine) ist ein französisch-amerikanischer Mathematiker.

## Leben
De Branges wurde als Sohn US-amerikanischer Eltern in Frankreich geboren, wuchs französischsprachig auf und zog 1941 mit seiner Mutter und seinen Schwestern in die USA. Er studierte 1949 bis 1953 am Massachusetts Institute of Technology und danach an der Cornell University, wo er 1957 bei Harry Pollard und Wolfgang Fuchs promoviert wurde (Local Operators on Fourier Transforms). Er arbeitet seit 1963 am Department of Mathematics der Purdue University in West Lafayette (Indiana), wo er Professor war. 1959/60 war er am Institute for Advanced Study und 1961/62 am Courant Institute of Mathematical Sciences of New York University.
1963 bis 1966 war er Sloan Research Fellow und 1967/68 Guggenheim Fellow.

## Leistungen
Berühmt wurde de Branges 1985 durch den Beweis der bieberbachschen Vermutung. Er stellte den Beweis zunächst in einem 385-Seiten-Manuskript der Neuauflage seines Buches Square Summable Power Series dar und war enttäuscht, dass dies unter Kollegen in den USA wenig Resonanz fand und als undurchsichtig galt. Erst die intensive Diskussion nach einem Vortrag am Steklow-Institut in Leningrad 1984 mit sowjetischen Funktionentheoretikern (Isaak Moissejewitsch Milin, Galina Kusmina, A. Z. Grinshpan u. a.) führte zur Anerkennung des Beweises, der heute sehr viel kürzer dargestellt werden kann. 1986 trug de Branges darüber auf dem ICM in Berkeley vor.
1998 kündigte er einen Beweis der Riemannschen Vermutung an, der allerdings Fehler enthielt. 2004 publizierte er einen neuen Beweis auf seiner Website, der von der mathematischen Gemeinschaft jedoch überwiegend für nicht korrekt gehalten wird. Als nachteilig wirkt sich für de Branges auch aus, dass er in der Vergangenheit mehrfach Beweise bekannter Vermutungen angekündigt hatte, die sich dann als fehlerhaft herausstellten. Der Beweisversuch baut auf seiner Theorie von Hilberträumen ganzer Funktionen auf. In diesem Zusammenhang schlug er schon 1986 eine Strategie vor, die Riemannhypothese zu beweisen, und der Weg über die de Branges Theorie ist auch von anderen Mathematikern wie Jeffrey Lagarias verfolgt worden.

## Ehrungen
1989 wurde er durch die Verleihung des Ostrowski-Preises geehrt. 1994 erhielt er den Leroy P. Steele Prize der American Mathematical Society, deren Fellow er ist. Er war Invited Speaker auf dem ICM 1986 (Underlying concepts in the proof of the Bieberbach conjecture).

## Schriften
- mit James Rovnyak: Square summable power series. Holt, Rinehart and Winston, New York 1966.
- Hilbert Spaces of Entire Functions. Prentice Hall, 1968.